# Opere di Rodolfo Amoedo
La tabella seguente è una lista non esaustiva dei dipinti e dei disegni eseguiti dall'artista brasiliano Rodolfo Amoedo. La seguente lista include anche alcuni schizzi e studi per alcune opere.
| Immagine | Titolo                                                                               | Data       | Materiale                    | Collezione                          | Dimensioni (in centimetri) |
| -------- | ------------------------------------------------------------------------------------ | ---------- | ---------------------------- | ----------------------------------- | -------------------------- |
|          | L'offerta di Abele                                                                   | 1878       | tela                         | Museo Don Giovanni VI               | 116,5 x 89,5               |
|          | Sdraiata                                                                             | 1880       | tela                         | Museo Don Giovanni VI               | 65,2 x 54                  |
|          | Busto maschile                                                                       | 1880       | tela                         | Museo Don Giovanni VI               | 100 x 84                   |
|          | Paesaggio con mare                                                                   | 1880 circa | olio su tavola               | Collezione privata                  | 16 x 24,5                  |
|          | Ragazzo nudo seduto                                                                  | 1881       | carbone su carta             | Museo Don Giovanni VI               | 65 x 48,5                  |
|          | Nudo maschile seduto                                                                 | 1881       | carbone su carta             | Museo Don Giovanni VI               | 65 x 49,5                  |
|          | Ritratto di Henrique Pousão                                                          | 1881       | Matita su carta              | Collezione privata                  |                            |
|          | Dorso di donna                                                                       | 1881       | olio su tela                 | Museo nazionale delle belle arti    | 92 x 65                    |
|          | Imbronciata                                                                          | 1882       | olio su tela                 | Museo nazionale delle belle arti    | 72,8 x 48,6                |
|          | Marabá                                                                               | 1882       | olio su tela                 | Museo nazionale delle belle arti    | 65,5 x 88,4                |
|          | Marabá                                                                               | 1882       | olio su tela                 | Museo nazionale delle belle arti    | 171×120                    |
|          | Ritratto del pittore Décio Vilares                                                   | 1882       | olio su tela                 | Museo nazionale delle belle arti    | 78,8 x 59                  |
|          | L'ultimo tamoio                                                                      | 1883       | olio su tela                 | Museo nazionale delle belle arti    | 180,3×261,3                |
|          | Piccolo pastore                                                                      | 1883       | inchiostro su carta          | Pinacoteca municipale di San Paolo  | 28,3 × 36                  |
|          | Atelier dell'artista a Parigi                                                        | 1883       | acquerello su cartone        | Museo nazionale delle belle arti    | 56,8 x 77                  |
|          | Morte di Atala                                                                       | 1883       | olio su tela                 | Museo nazionale delle belle arti    |                            |
|          | La partenza di Giacobbe                                                              | 1884       | olio su tela                 | Museo nazionale delle belle arti    | 105,5 x 136                |
|          | Studio di donna                                                                      | 1884       | olio su tela                 | Museo nazionale delle belle arti    | 150 x 200                  |
|          | Studio decorativo                                                                    | 1884       | acquerello su carta          | Museo nazionale delle belle arti    | 40,8 × 22                  |
|          | Gesù a Cafarnao (studio)                                                             | 1885       | olio su tela                 | Pinacoteca dello stato di San Paolo |                            |
|          | Ritratto di bambino                                                                  | 1886       | olio su tela                 | Museo d'arte Assis Chateaubriand    | 46 x 38                    |
|          | Gesù a Cafarnao                                                                      | 1887       | olio su tela                 | Museo nazionale delle belle arti    | 250 x 309                  |
|          | A narração de Filectas                                                               | 1887       | olio su tela                 | Museo nazionale delle belle arti    | 249 x 307                  |
|          | Ritratto di Gonzaga Duque                                                            | 1888       | olio su tela                 | Collezione Jones Bergamim           | 50 x 40                    |
|          | Busto di Adelaide Amoedo                                                             | 1892       | olio su tavola               | Museo nazionale delle belle arti    | 41 x 33                    |
|          | Desdemona                                                                            | 1892       | olio su tela                 | Museo nazionale delle belle arti    | 97 x 130,5                 |
|          | Ritratto di donna                                                                    | 1892       | olio su tavola               | Museo nazionale delle belle arti    | 40,8 x 60,8                |
|          | Cattive notizie                                                                      | 1895       | olio su tela                 | Museo nazionale delle belle arti    | 100 x 74                   |
|          | Rose e fiori in un bicchiere d'acqua                                                 | 1896       | olio su tela                 | Collezione privata                  | 34,5 x 24,5                |
|          | Ricordo                                                                              | 1900       | guazzo su carta              | Museo Mariano Procópio              |                            |
|          | Beduino                                                                              | 1900       | olio su tela                 | Museo d'arte di San Paolo           | 57 x 45                    |
|          | Ritratto del presidente Afonso Pena                                                  | 1900       | olio su tela                 | Palácio do Catete                   |                            |
|          | Danza spagnola                                                                       | 1900       | affresco                     | Teatro municipale di Rio de Janeiro |                            |
|          | Danza francese                                                                       | 1900       | affresco                     | Teatro municipale di Rio de Janeiro |                            |
|          | Danza ungherese                                                                      | 1900       | affresco                     | Teatro municipale di Rio de Janeiro |                            |
|          | Danza polacca                                                                        | 1900       | affresco                     | Teatro municipale di Rio de Janeiro |                            |
|          | Danza ebraica                                                                        | 1900       | affresco                     | Teatro municipale di Rio de Janeiro |                            |
|          | Danza romana                                                                         | 1900       | affresco                     | Teatro municipale di Rio de Janeiro |                            |
|          | Danza greca                                                                          | 1900       | affresco                     | Teatro municipale di Rio de Janeiro |                            |
|          | Danza egizia                                                                         | 1900       | affresco                     | Teatro municipale di Rio de Janeiro |                            |
|          | Studio di donna nel 1904                                                             | 1904       | olio su tela                 | Museo nazionale delle belle arti    | 72,5 x 40,7                |
|          | Ritratto di signora                                                                  | 1905       | inchiostro su carta          | Museo nazionale delle belle arti    | 28 x 36,2                  |
|          | Studio per la copertina della rivista Kosmos                                         | 1905       | matita su carta              | Museo nazionale delle belle arti    |                            |
|          | Studio per un pannello decorativo dell'Istituto Nazionale di Musica                  | 1906       | acquerello                   | Museo nazionale delle belle arti    | 41 x 18,8                  |
|          | Ritratto di João Timóteo da Costa                                                    | 1908       | olio su tavola               | Museo nazionale delle belle arti    | 49,5 x 29,7                |
|          | Juliette                                                                             | 1914       | olio su tavola               | Museo Mariano Procópio              | 27 x 20                    |
|          | Cane morto                                                                           | 1916       | olio su tela                 | Museo storico nazionale del Brasile |                            |
|          | Cristo sul monte degli Ulivi                                                         | 1917       | olio su tela                 | Museo nazionale delle belle arti    | 130 x 90,5                 |
|          | Ciclo dell'oro                                                                       | 1920 circa | olio su tela                 | Museo Paulista                      | 222 x 132                  |
|          | Studio per I Bandeirantes di Juiz de Fora                                            | 1920 circa | matita su carta              | Museo Paulista                      |                            |
|          | Autoritratto                                                                         | 1921       | tempera su carta             | Museo nazionale delle belle arti    | 57,8 x 43,2                |
|          | La fondazione della città di Rio de Janeiro                                          | 1923       | olio su tela                 | Camera municipale di Rio de Janeiro |                            |
|          | Studio per il diploma dell'esposizione generale della scuola nazionale di belle arti | 1927       | Guazzo e inchiostro su carta | Museo nazionale delle belle arti    | 63,3 x 83,5                |
|          | Bandeirante                                                                          | 1929       | olio su tela                 | Museo Mariano Procópio              | 233 x 158                  |

## Opere non datate
| Immagine | Titolo                                                          | Materiale                           | Collezione                          | Dimensioni (in centimetri) |  |
| -------- | --------------------------------------------------------------- | ----------------------------------- | ----------------------------------- | -------------------------- |  |
|          | Cane che dorme                                                  | olio su tavola                      | Museo storico nazionale del Brasile | 23 x 31                    |  |
|          | Donna                                                           | olio su tavola                      | Museo storico nazionale del Brasile | 29,5 x 38,2                |  |
|          | Scena storica della fine del XV secolo                          | olio su tela                        | Museo storico nazionale del Brasile | 36,5 x 55,5                |  |
|          | Autoritratto                                                    | olio su cartone                     | Museo storico nazionale del Brasile | 62,6 × 41,5                |  |
|          | Ritratto di Don Pietro II                                       |                                     | Collezione privata                  | 45 x 34                    |  |
|          | Devozione                                                       |                                     | Collezione privata                  |                            |  |
|          | Ritratto della principessa Isabella                             |                                     | Collezione privata                  |                            |  |
|          | Scena al caffè                                                  | acquerello                          | Museo nazionale delle belle arti    | 22,8 x 28,2                |  |
|          | Moema                                                           | guazzo su carta                     | Museo nazionale delle belle arti    |                            |  |
|          | Studio decorativo con un ritratto del maresciallo Floriano      | acquerello su carta                 | Museo nazionale delle belle arti    | 24,5 × 21,4                |  |
|          | Bambino con barca                                               | pastello su tela                    | Museo nazionale delle belle arti    | 52 x 63                    |  |
|          | Bambino con tamburo                                             | pastello su tela                    | Museo nazionale delle belle arti    | 51 x 63                    |  |
|          | Ritratto della cognata dell'artista, sorella di Adelaide Amoedo | olio su tavola                      | Museo nazionale delle belle arti    | 32,7 x 24,3                |  |
|          | Ritratto di giovane - Studio di testa                           | olio su tela                        | Museo nazionale delle belle arti    | 41 x 29,7                  |  |
|          | Natura morta                                                    | olio su tela                        | Museo d'arte di Bahia               | 35,5 x 53                  |  |
|          | Ritratto del pittore Jean-Baptiste Debret                       | olio su tela                        | Museo nazionale delle belle arti    | 35 x 27                    |  |
|          | Natura morta                                                    | acquerello e gomma arabica su carta | Museo nazionale delle belle arti    | 39 × 45,5                  |  |
|          | Studio di figura femminile seduta su una sedia a dondolo        | acquerello su carta                 | Museo nazionale delle belle arti    | 21 x 27,8                  |  |
|          | Figura femminile                                                | acquerello e matita su carta        | Museo nazionale delle belle arti    | 41 x 28,7                  |  |
|          | Ritratto di artista                                             | carboncino e pastello su carta      | Museo nazionale delle belle arti    |                            |  |